# Triaenodes celatus
Triaenodes celatus là một loài Trichoptera trong họ Leptoceridae. Chúng phân bố ở miền Australasia.